# Deutscher Gewerkschaftsbund
Deutscher Gewerkschaftsbund (DGB) er en national tysk føderation af tyske fagforeninger, dannet den 12. oktober 1949 i München.
DGB er sammensat af 8 tyske fagforeninger med mere end 7 million medlemmer (31.12.2004).

## Fagforeninger
- IG BAU - IG Bauen-Agrar-Umwelt (Konstruktion, Arkitektur, Environment) 424,808 medlemmer = 6.06%
- IG BCE - IG Bergbau, Chemie, Energie (Minedrift, Kemisk, Energi) 770,582 medlemmer = 10.99%
- GEW - Gewerkschaft Erziehung und Wissenschaft (Uddannelse og videnskab) 254,673 medlemmer = 3.63%
- IGM - IG Metall (Metalarbejder) 2,425,005 members = 34.58%
- NGG - Gewerkschaft Nahrung-Genuss-Gaststätten (Mad, Fødevare og Services) 225,328 medlemmer = 3.21%
- GdP - Gewerkschaft der Polizei (Politi) 177,910 medlemmer = 2.54%
- TRANSNET Gewerkschaft (Offentligt transportsarbejdere) 270,221 medlemmer = 3.85%
- ver.di - Vereinte Dienstleistungsgewerkschaft (United Services Union) 2,464,510 medlemmer = 35.14%

(DGB i alt: 7,013,037 medlemmer = 100% // den 31. december 2004 )

## Præsidenter
- 1949–1951: Hans Böckler
- 1951–1952: Christian Fette
- 1952–1956: Walter Freitag
- 1956–1962: Willi Richter
- 1962–1969: Ludwig Rosenberg
- 1969–1982: Heinz-Oskar Vetter
- 1982–1990: Ernst Breit
- 1990–1994: Heinz-Werner Meyer
- 1994–2002: Dieter Schulte
- 2002–nu: Michael Sommer